# Снежногорск (Мурманская область)
Снежного́рск — город в Мурманской области России. До 28 мая 2008 года центр ЗАТО город Снежногорск, ныне входит в территориальный округ Снежногорск городского округа ЗАТО Александровск.
Население — 10 023 человек (2023).
Город расположен в 26 км от Мурманска, в 58 км по автомобильной трассе.
Территория, административно подчиненная городу, составляет 2310 гектаров, площадь застройки — 62 гектара. В городе 63 жилых дома пяти- или девятиэтажной высотности.

## История
Населённый пункт был основан в 1970 году как посёлок Вью́жный, в советское время в открытой переписке назывался Мурманском-60. Основа экономики города — судоремонтный завод «Нерпа», занимающийся ремонтом и утилизацией атомных подводных лодок. Нынешнее название было присвоено городу 1 января 1994 года.

## Население
| 1979    | 1996    | 2000    | 2001    | 2002    | 2003    | 2005    |
| ------- | ------- | ------- | ------- | ------- | ------- | ------- |
| 8617    | ↗16 300 | ↘14 400 | ↗14 500 | ↘12 737 | ↘12 700 | ↗13 500 |
| 2006    | 2007    | 2008    | 2009    | 2010    | 2011    | 2012    |
| ↗13 900 | ↗14 100 | ↗14 300 | ↗14 356 | ↘12 683 | ↘12 655 | ↘12 527 |
| 2013    | 2014    | 2015    | 2016    | 2017    | 2018    | 2019    |
| ↘12 493 | ↗12 514 | ↗12 627 | ↗12 650 | ↗12 696 | ↘12 642 | ↘12 638 |
| 2020    | 2021    | 2023    |         |         |         |         |
| ↗12 826 | ↘9942   | ↗10 023 |         |         |         |         |

На 1 января 2025 года по численности населения город находился на 900-м месте из 1124 городов Российской Федерации.
Численность населения, проживающего на территории населённого пункта, по данным Всероссийской переписи населения 2010 года составляет 12683 человека, из них 6198 мужчин (48,9 %) и 6485 женщин (51,1 %).

## Известные люди
- В Снежногорске родился российский писатель А.А. Матюхин.
- В Снежногорске окончила школу певица Елена Ваенга[25].

## Другие факты
Имя «Снежногорск» с 17.08.1999 носит малый противолодочный корабль проекта 1124М (МПК-59).
Сборная Снежногорска становилась финалистом Высшей лиги международного союза КВН в сезонах 2019 и 2020 годов.

## Галерея
| Дом-радуга | Улица в Снежногорске |

## Топографические карты
- Лист карты R-36-XXVII,XXVIII Мурманск. Масштаб: 1 : 200 000.
- Лист карты R-36-В,Г Кольский полуостров (северо-западная часть). Масштаб: 1 : 500 000. Состояние местности на 1967-1980 год.